# باول نيوتن (عازف قيثارة)
باول نيوتن (بالإنجليزية: Paul Newton)‏ هو عازف قيثارة بريطاني، ولد في 21 فبراير 1945 في هامبشير في المملكة المتحدة.

## وصلات خارجية
- باول نيوتن على موقع ميوزك برينز (الإنجليزية)
- باول نيوتن على موقع أول ميوزيك (الإنجليزية)
- باول نيوتن على موقع ديسكوغز (الإنجليزية)